# 岡田みゆき
岡田みゆき（おかだ みゆき、1917年（大正6年）10月5日 - 2008年（平成20年）1月12日）は、日本の小説家。徳島県徳島市出身。徳島県女子師範学校専攻科卒業。

## 経歴
徳島市で生まれ、徳島県女子師範学校専攻科を卒業。卒業後は小・中学校教諭を務める傍ら、同人誌『徳島作家』に参加し創作を続ける。1960年（昭和35年）に「谷間の神」が第3回婦人公論新人賞佳作に選ばれる。1961年（昭和36年）、「石ころ」が芥川龍之介賞候補に選ばれる。徳島県作家協会理事を歴任。

## 著書

### 単著
- 『タヒラの人々』出版、1971年3月。
- 『椅子のくつ』出版、1976年11月。
- 『ホルトの木の実』近代文藝社、1994年6月。ISBN 978-4773322798。
- 『血天井異聞』徳島出版、1995年11月。
- 『落日の記憶』徳島出版、1998年11月。
- 『石ころ』徳島県教育印刷〈阿波ポケット文庫 徳島の作家シリーズ4〉、1999年5月。
- 『帰郷』徳島出版、2001年3月。

### 共著
- 岡田みゆき、富士正晴『ある地方民間放送』出版、1976年8月。

## 受賞
- 第3回婦人公論新人賞佳作
- 徳島県作家協会賞